# Бюст Дзержинского (Пермь)
Бюст Феликса Эдмундовича Дзержинского — монумент, установленный в 1977 году в Перми, в сквере имени Дзержинского, на территории названного его именем Дзержинского района. Напротив памятника, на другой стороне улицы Ленина, расположено здание администрации района.
Автор памятника — известный пермский скульптор Анатолий Александрович Уральский. Памятник представляет собой установленный на высоком постаменте бюст из цемента, покрытого листовой бронзой. Общая высота памятника — 3,5 метра.
Памятник находится на балансе администрации города Перми. Решением Пермского облисполкома от 31 января 1984 года № 58-р он принят под государственную охрану, а распоряжением губернатора Пермской области от 5 декабря 2000 года № 713-р — включён в государственный список памятников монументального искусства Пермской области местного (областного) значения.